# بنفشه‌ای طاووسی
بنفشه‌ای طاووسی (نام علمی: Junonia almana) نام یک گونه از سرده پروانه‌های بنفشه‌ای است.